# Giacomo Grosso

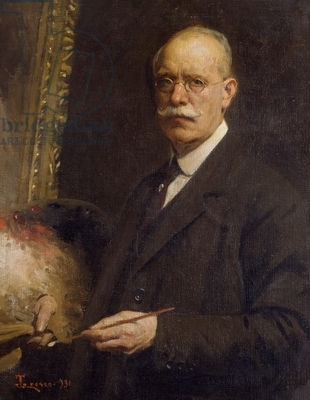
Autorretrato (1931).

Giacomo Grosso (Cambiano, 23 de mayo de 1860 – Turín, 14 de enero de 1938) fue un pintor italiano.

## Biografía
Después de pasar su niñez en el seminario Glaveno, Giacomo Grosso se matriculó en la Academia Albertina en Turin en 1873, gracias a una beca otorgada por el ayuntamiento Cambiano. Se convirtió en alumno de Andrea Gastaldi e hizo su debut en 1882 en la vigésimo cuarta Esposizione della Società di Incoraggiamento alle Belle Arti di Torino (Exposición de la Sociedad del Fomento a las Bellas Artes de Turín), completando sus estudios al año siguiente.
Desde 1901, cuando realizó su primer viaje a América del Sur, empezó a recibir comisiones desde Argentina, y en 1910, para la Exposición Internacional del Centenario en Buenos Aires, donde ejecutó un gran lienzo conmemorativo de la Batalla de Maipú, un episodio en la Guerra de Independencia. Desde 1906, ostentó el cargo de pintor en la Academia Albertina en Turin y en 1929 fue nominado senador del reino. Su exposición en solitario de más de cincuenta trabajos fue curada por Leonardo Bistolfi en la Galería Pesaro, en Milán, en 1926. 

## Galería

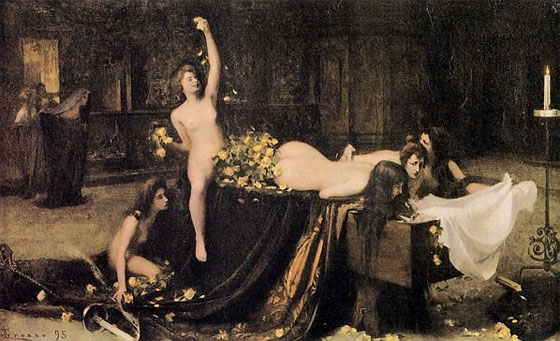
Supremo convegno, (1895)
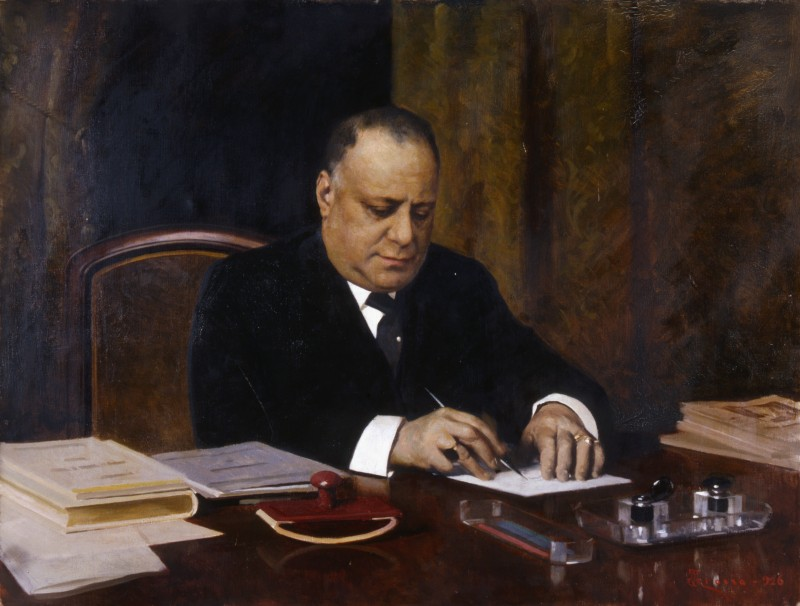
Cesare Sarfatti, abogado
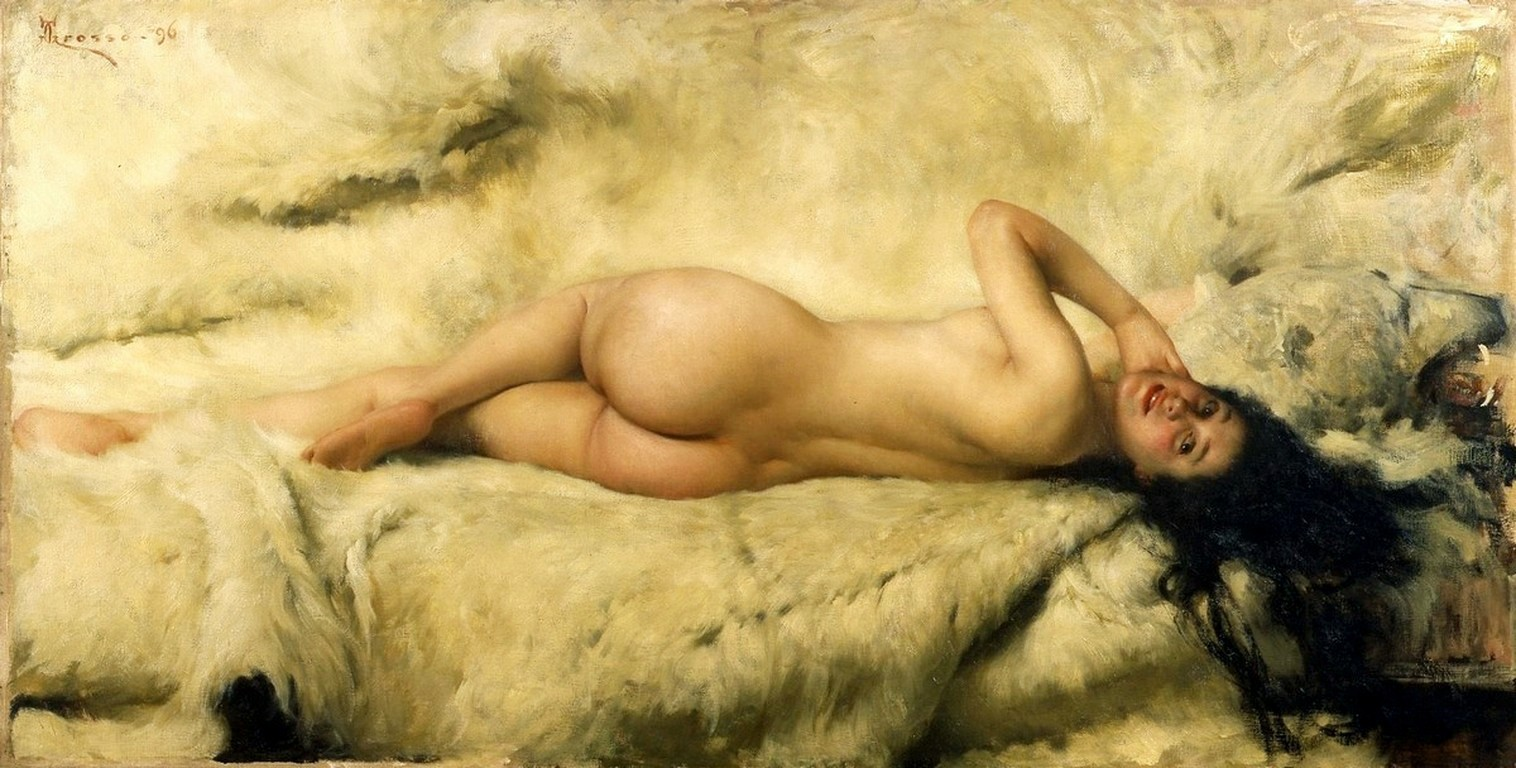
Desnudo (1896)
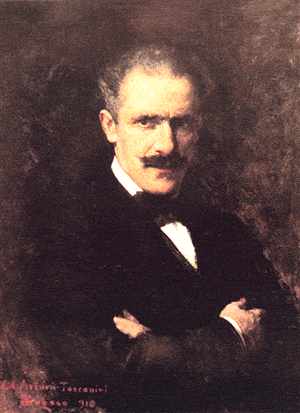
Toscanini
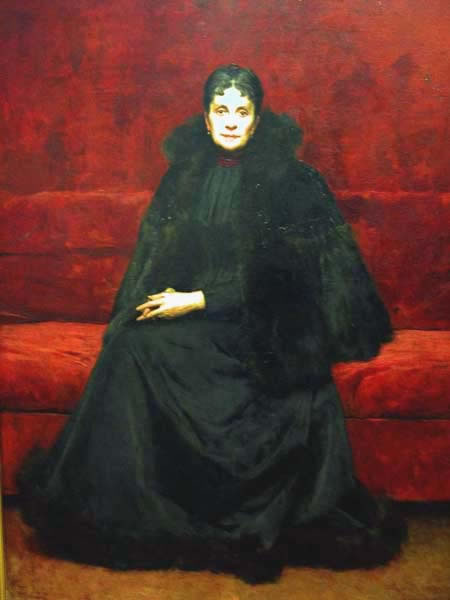
Señora Olympia Oytana Barucchi
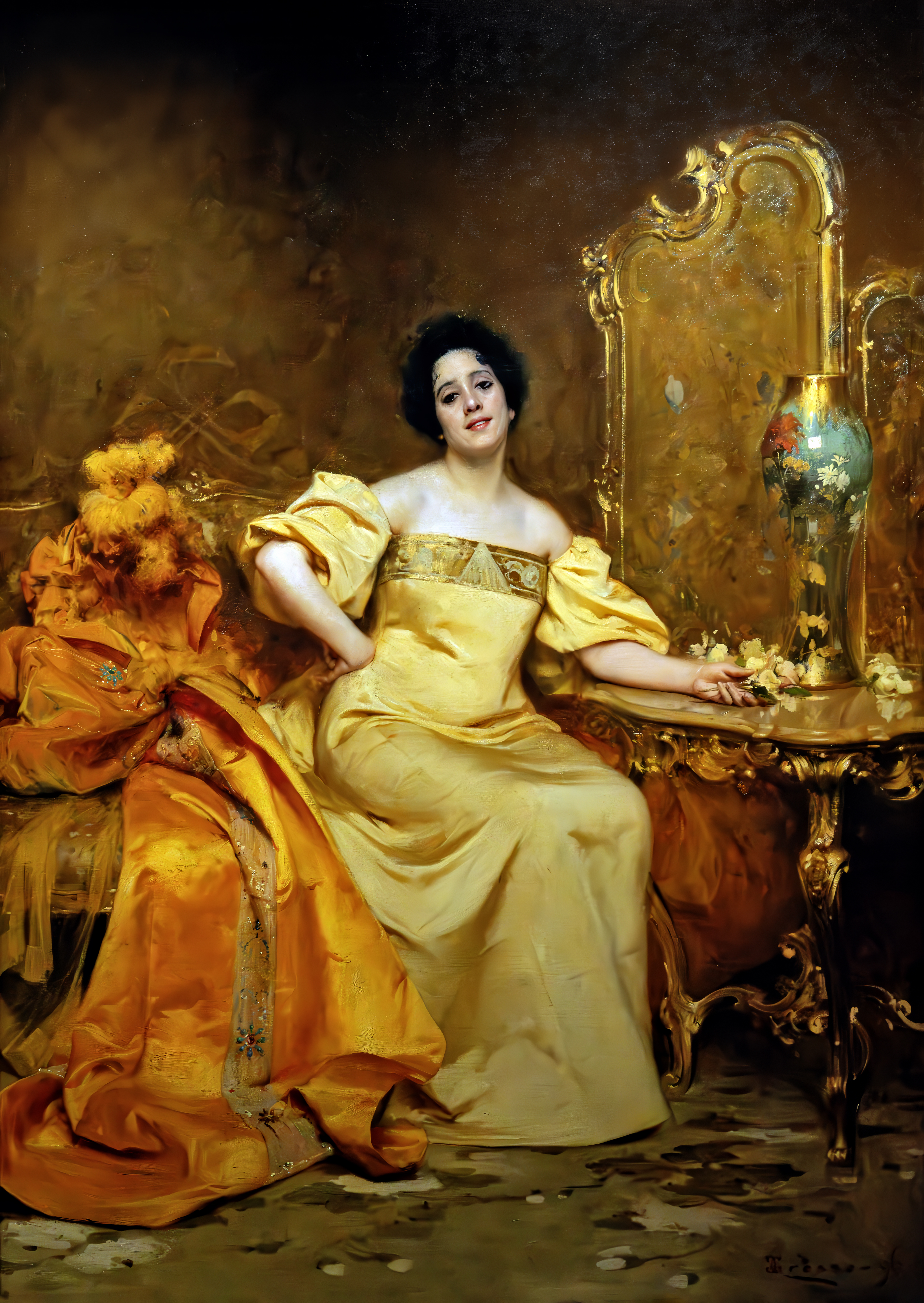
Virginia Reyter, actriz (1896)
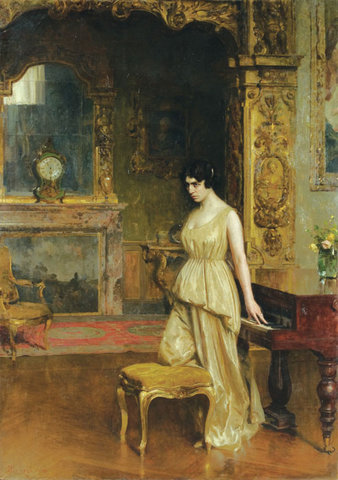
La armonía Interrumpida (c. 1900)
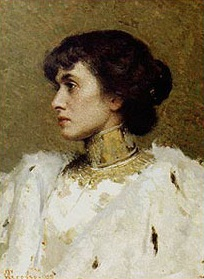
Señora en Armiño (c.1900)
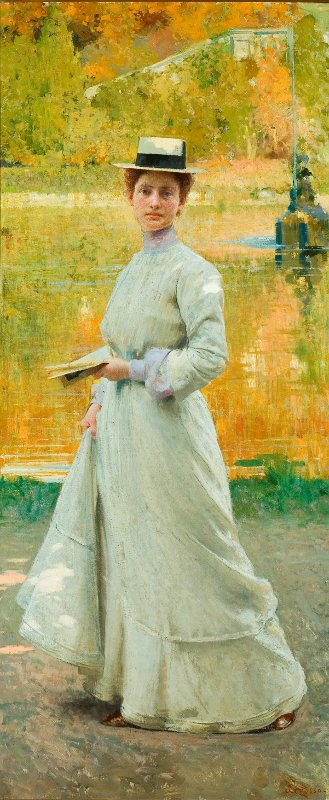
Retrato Allaria Aperta
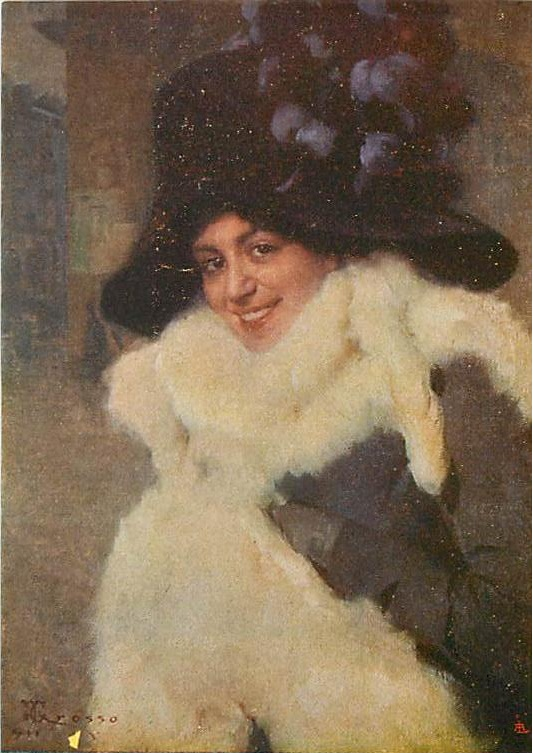
Sonrisa
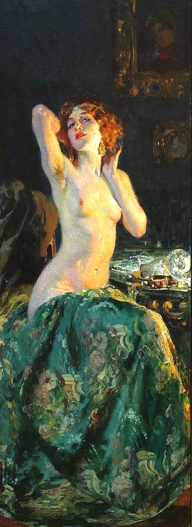
Espejo (1914)
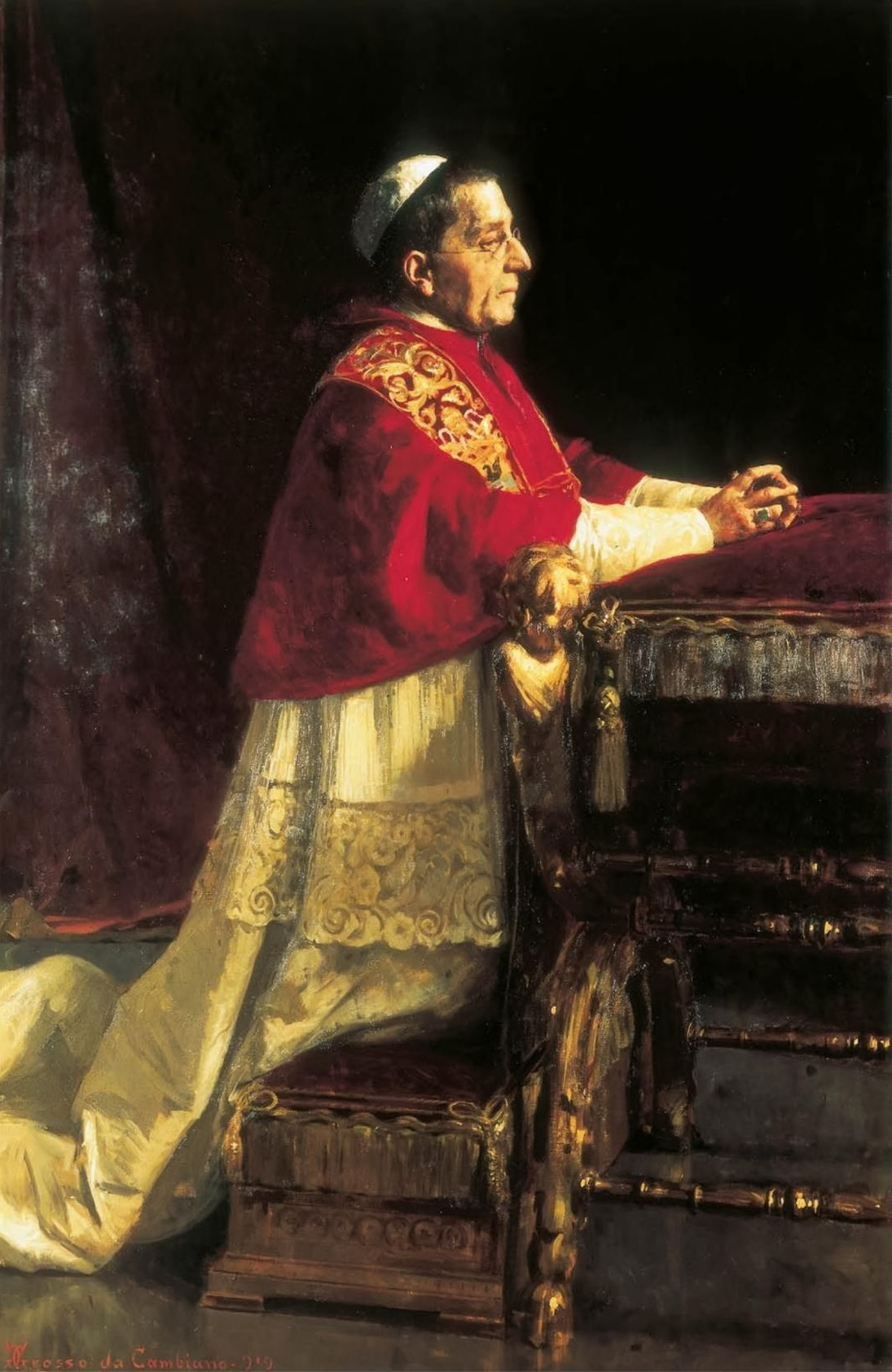
Papa Benedicto XV en oración (1919)
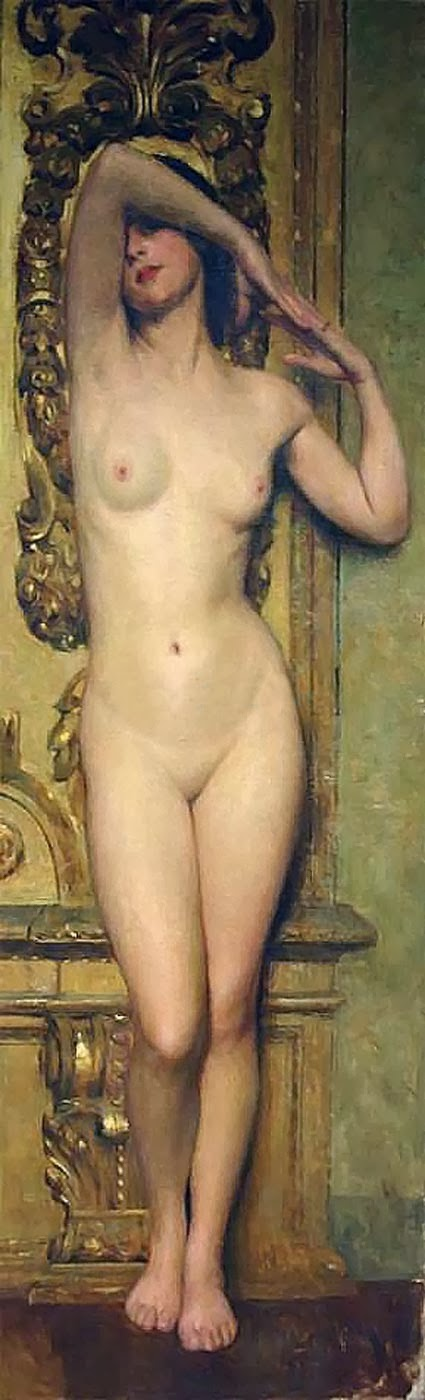
Desnudo

## Otros proyectos
Los medios de comunicación relacionaron a
- Wikimedia Commons alberga una categoría multimedia sobre Giacomo Grosso. Giacomo Grosso en Wikimedia Commons

- Datos: Q2004749
- Multimedia: Giacomo Grosso / Q2004749